# Demócratas Independientes Vascos
Demócratas Independientes Vascos (DIV) va ser una candidatura política basca present en les primeres eleccions generals espanyoles de 1977 a les Corts espanyoles, per la circumscripció de Guipúscoa. Es tractava d'una formació política de centredreta que venia a ocupar l'espai polític de la UCD que no va presentar en aquelles eleccions candidatura per Guipúscoa. Va obtenir un 4,68% dels vots a Guipúscoa i va quedar sense representació parlamentària, com la setena força política del territori. No va tornar a presentar-se a unes eleccions. Els seus militants i candidats quedarien integrats en UCD. Entre ells es trobava un jove Jaime Mayor Oreja.